# La Suze-sur-Sarthe
La Suze-sur-Sarthe è un comune francese di 4 175 abitanti situato nel dipartimento della Sarthe nella regione dei Paesi della Loira.

## Società

### Evoluzione demografica
Abitanti censiti